# Aéroport de Kobe (Kobe Port Liner)
Aéroport de Kobe (神戸空港駅, Kobe Kūkō eki) est une station de la Port Liner du métro automatique de Kobe New Transit. Elle est située 1 Kobe Kuko, dans l'arrondissement Chūō-ku de Kobe, dans la préfecture de Hyōgo au Japon.
Mise en service en 2006, elle est desservie par les rames des lignes Port Liner Aéroport. Elle dessert l'Aéroport de Kobe.

## Situation sur le réseau

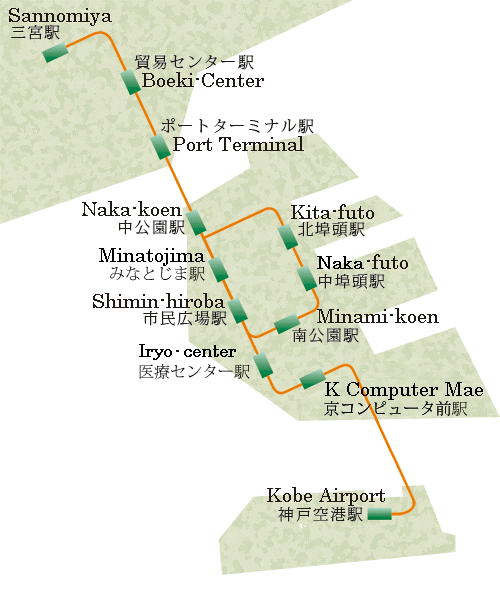
Plan de la ligne.

Établie en aérien Aéroport de Kobe est la station terminus sud de la ligne Port Liner Aéroport de Kobe New Transit. Elle est située avant la station Keisan Kagaku Center, en direction du terminus nord Sannomiya.
Elle dispose d'un quai central encadré par les deux voies de la ligne.

## Histoire
La station Aéroport de Kobe est mise en service le 2 février 2006, lorsque la compagnie Kobe New Transit ouvre à l'exploitation les 4,3 km, avec trois stations, du prolongement jusqu'à l'Aéroport de Kobe de sa ligne Port Liner de son métro automatique.